# Acrocalanus inermis
Acrocalanus inermis är en kräftdjursart som beskrevs av Sewell 1912. Acrocalanus inermis ingår i släktet Acrocalanus och familjen Paracalanidae. Inga underarter finns listade i Catalogue of Life.